# Eumegistus illustris
Eumegistus illustris är en fiskart som beskrevs av Jordan 1922. Eumegistus illustris ingår i släktet Eumegistus och familjen havsbraxenfiskar. Inga underarter finns listade i Catalogue of Life.